# Zetland Parish Church

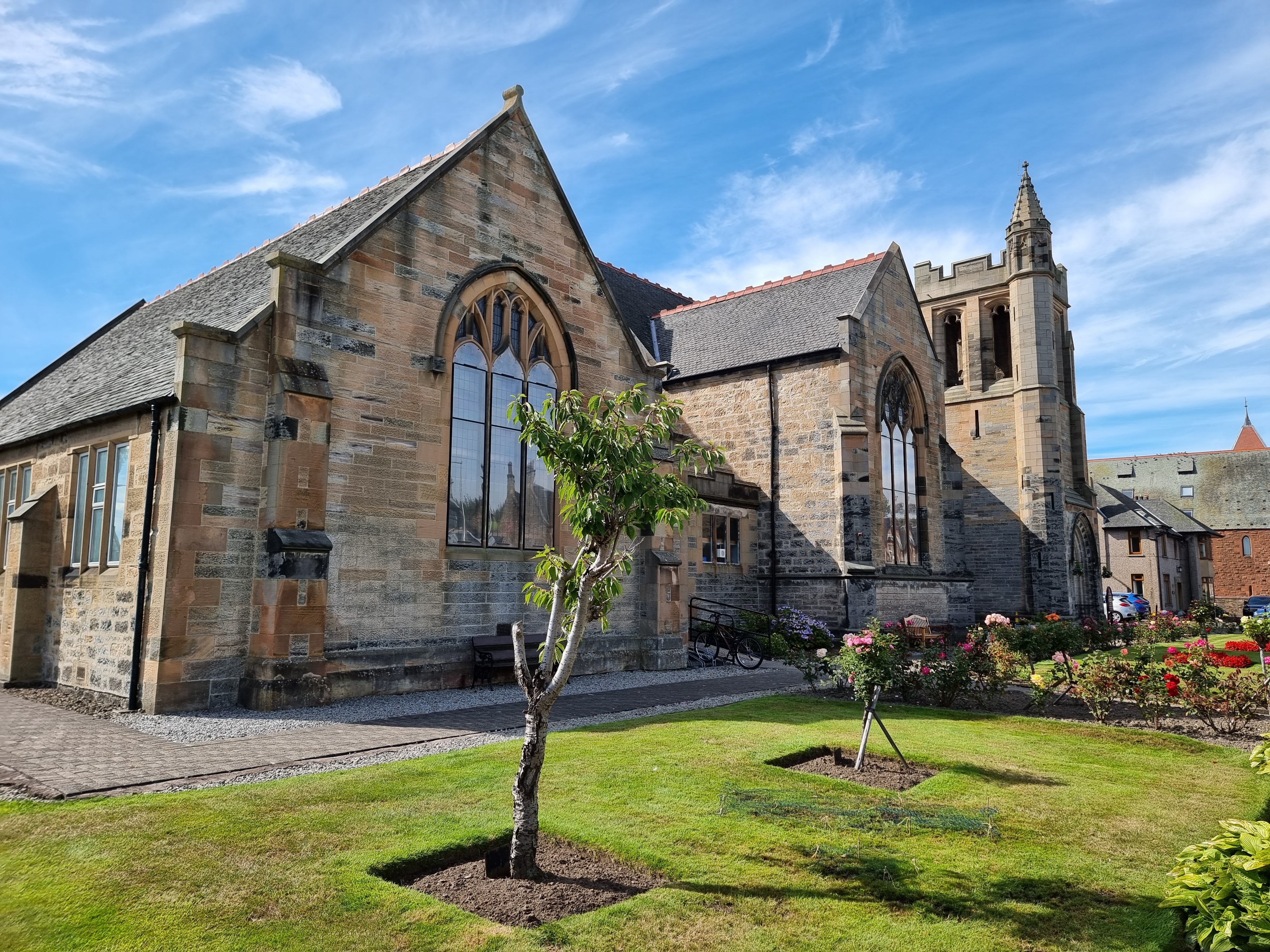
Zetland Parish Church

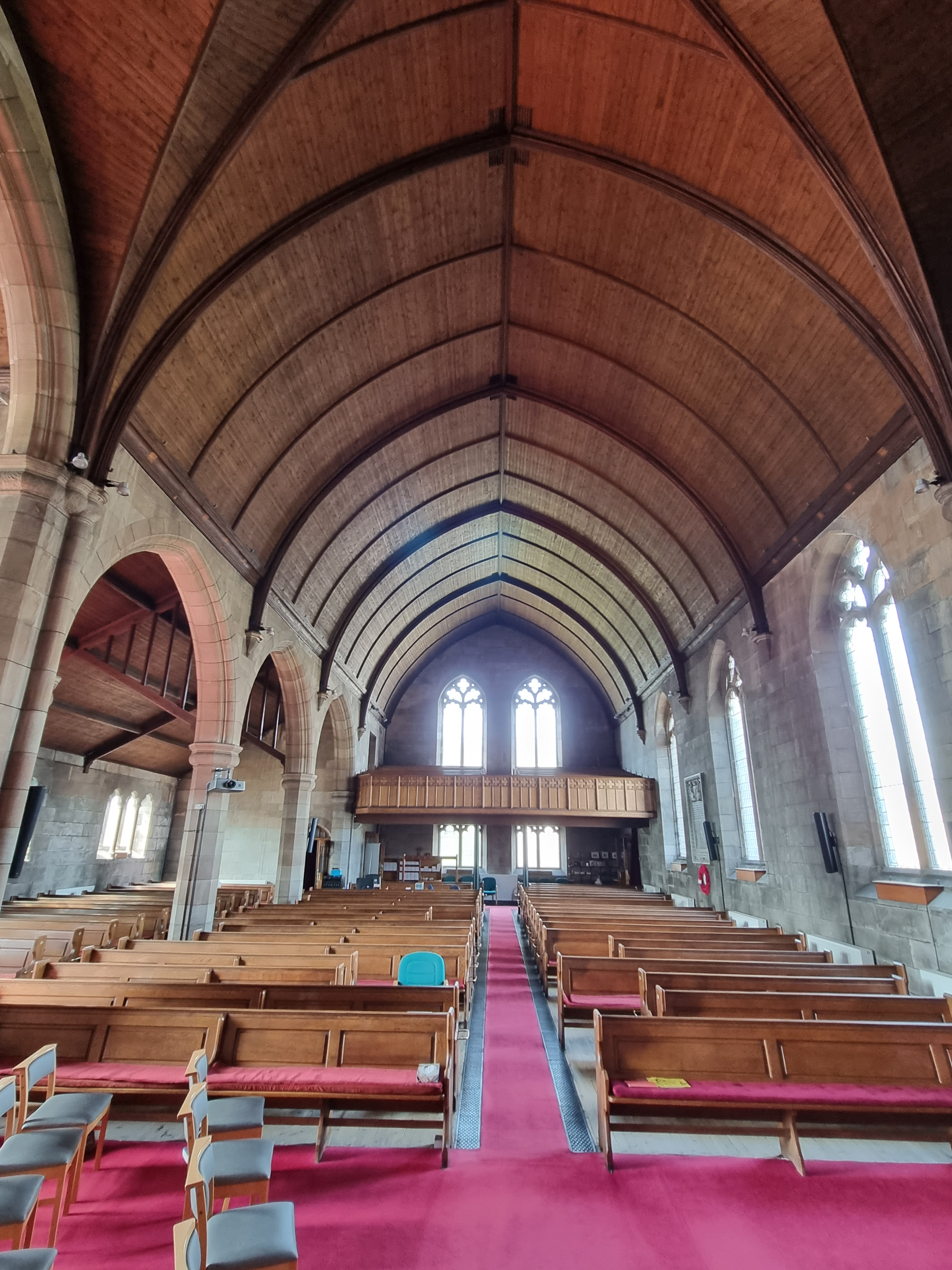
Innenraum

Die Zetland Parish Church ist ein Kirchengebäude der presbyterianischen Church of Scotland in der schottischen Stadt Grangemouth in der Council Area Falkirk. 1992 wurde es in die schottischen Denkmallisten in der Kategorie B aufgenommen. Die Kirche ist heute noch als solche in Verwendung.

## Geschichte
Die erste Kirche der Kirchengemeinde stammt aus dem Jahre 1865. Historic Scotland verzeichnen Alexander Black als planenden Architekten. Dieser verstarb jedoch sieben Jahre zuvor, sodass die Möglichkeit besteht, dass entweder Architekt oder Baujahr falsch angegeben sind. Des Weiteren könnte das Gebäude auch nach einem älteren Entwurf Blacks gebaut worden sein. Es befand sich am Zetland Place, wurde 1879 erweitert und später aufgegeben und abgerissen, um Platz für die Bauvorhaben einer Eisenbahngesellschaft zu machen. Die heutige Zetland Church wurde 1911 nach einjähriger Bauzeit fertiggestellt. Am 14. März 1991 erfolgte die Zusammenlegung der Zetland Church mit der benachbarten Grange Church. Der neuentstandene Parish erhielt den Namen Zetland und die Gemeinde nutzte fortan die Räumlichkeiten der Zetland Church. Die Grange Church wurde hingegen aufgegeben und zu Wohnraum umfunktioniert.

## Beschreibung
Die Kirche liegt am Ronaldshay Crescent im Norden von Grangemouth unweit der Grange Church. Der asymmetrische Glockenturm mit quadratischem Grundriss ragt an der Nordwestkante auf. Er schließt mit einer Zinnenbewehrung und einem Ecktürmchen an einer Seite ab. Ebenerdig befindet sich das Hauptportal mit Spitzbogenlaibung. Die Kirche besitzt lediglich ein Seitenschiff an der Südseite, das bis zu dem verhältnismäßig schlanken Querhaus reicht. Die Nordseite entlang dem Ronaldshay Crescent ist mit Spitzbogenfenstern gestaltet. Die Satteldächer sind mit grauem Schiefer eingedeckt und die Firste mit roten Ziegelkappen versehen.